# آکادمی نیروی هوایی ایالات متحده آمریکا

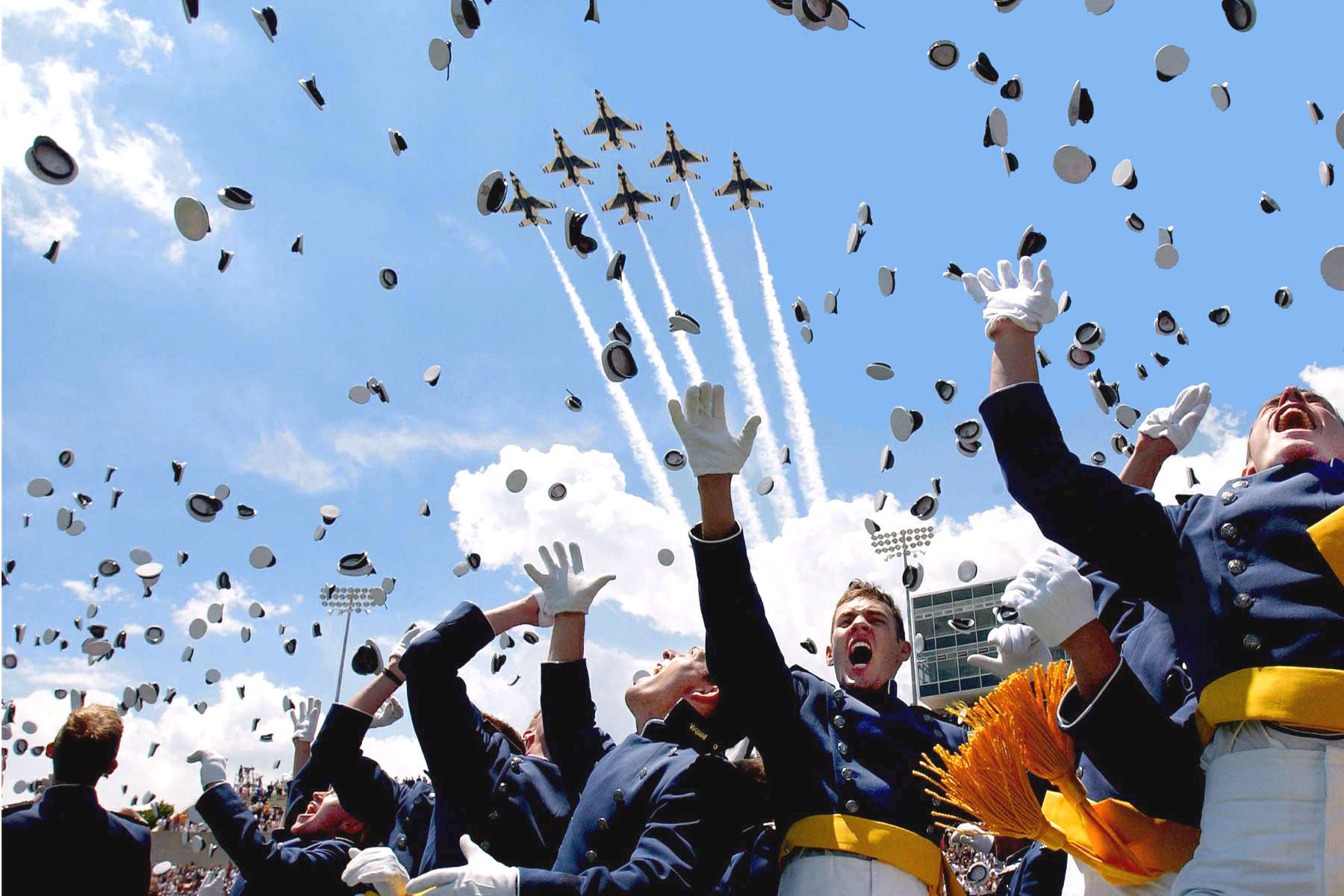

آکادمی نیروی هوایی ایالات متحده آمریکا (به انگلیسی: United States Air Force Academy) از برجسته‌ترین دانشگاه‌های نظامی ایالات متحده است و در کلرادو سپرینگز در آمریکا واقع است.

## پیوند به بیرون

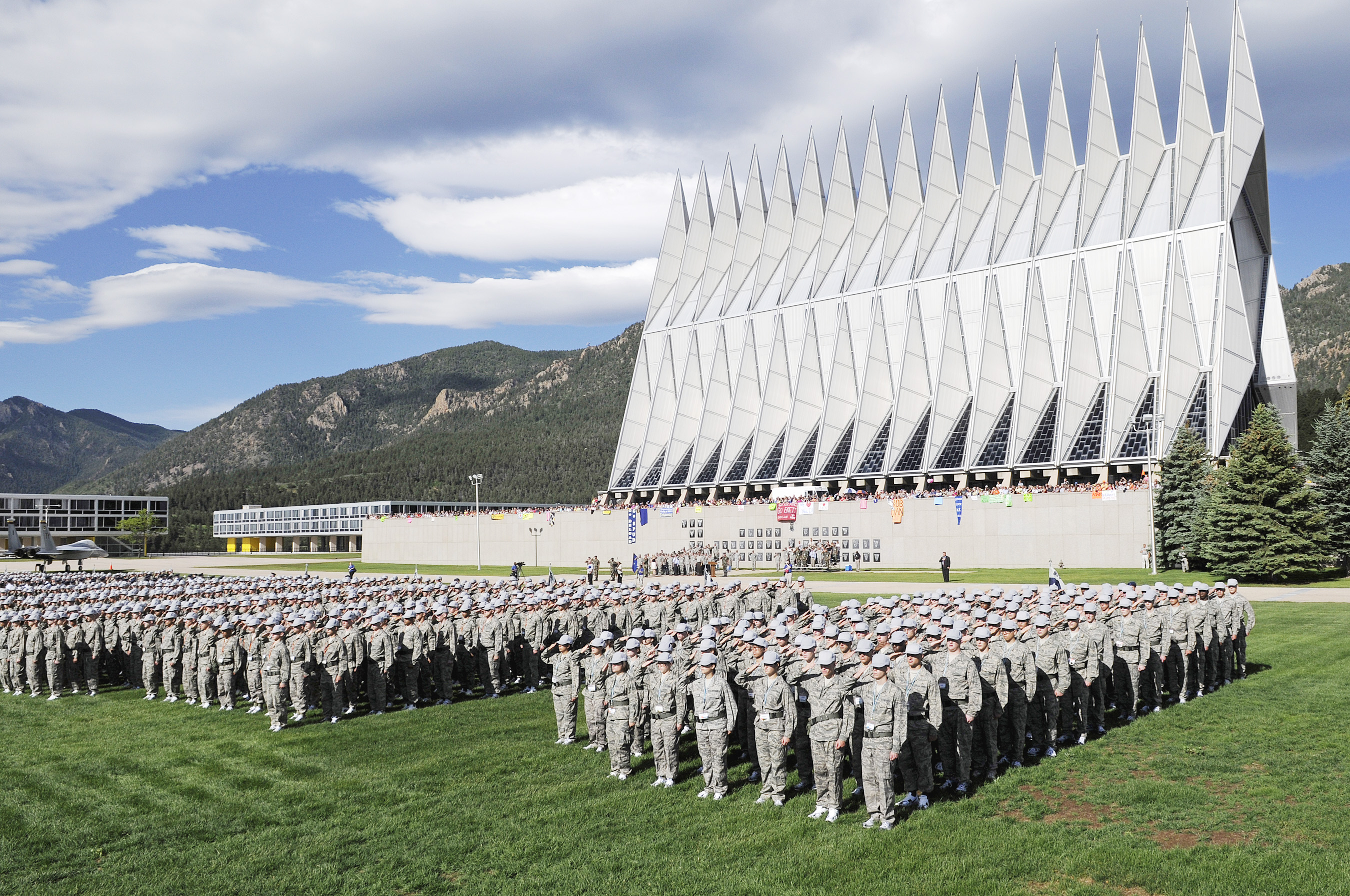